# Yashiro Shu
Shu Yashiro (sinh ngày 17 tháng 4 năm 1971) là một cầu thủ bóng đá người Nhật Bản.

## Sự nghiệp câu lạc bộ
Shu Yashiro đã từng chơi cho JEF United Ichihara.